# Milad Alami
Milad Alami (nascut el 14 de maig de 1982) és un director de cinema suec, actualment resident a Dinamarca.
Nascut a l'Iran, ell i la seva família van anar a Suècia com a refugiats i va créixer a Skellefteå al nord de Suècia. Va estudiar a l'Escola Nacional de Cinema de Dinamarca, i actualment viu a Copenhaguen.
El seu curtmetratge Mommy del 2015 va guanyar el Premi Robert al millor curtmetratge de ficció/animació als 33ns Premis Robert el 2016.
El 2017 va dirigir el seu primer llargmetratge Charmøren el 2017, i va continuar el 2023 amb Motståndaren (Opponent).